# Kaohu

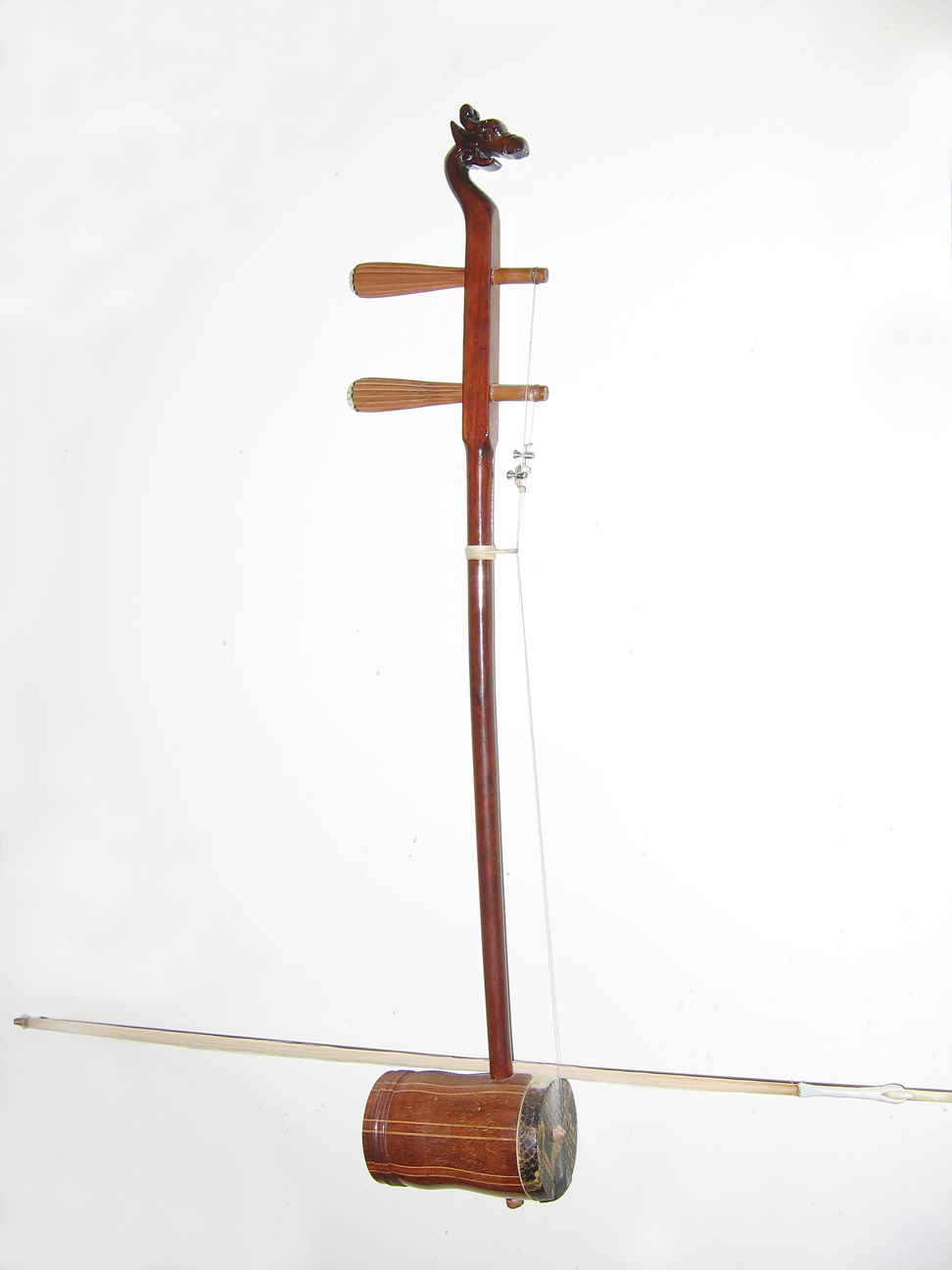
Sárkányfejes Kaohu (Gaohu) Kuangtung (Guangdong)ból

A kaohu (高胡, gaohu) egy kéthúros vonós hangszer magas, lágy hanggal. Nevében a hu (胡) szótag jelöli, hogy a hu-csin (huqin) csoportba tartozó  kínai hangszer. Rokonhangszerei az erhu, a csunghu (zhonghu) és a csinghu (jinghu).
A hangszer nyakát denevér- vagy sárkányfej formájúra faragják ki, a nyak tövében pedig egy kígyóbőrrel bevont kör vagy nyolcszög keresztmetszetű henger alakú fadoboz található, amely mint rezonátor üzemel. Ez a doboz valamivel kisebb, mint az erhué. A hangszer húrja tradicionálisan selyemből voltak, de manapság egyre több a fémhúros kaohu (gaohu) is. Mivel a húrok hangja ujjal nem módosítható, a hang megváltoztatásához a húrok nyomását kell változtatni a vonóval.
A kaohu (gaohu)t általában csak szólóban használják Kínában. Öröm kifejezésére alkalmas.